# Красинский, Ян Бонавентура
Ян Доброгост (Бонавентура) Красинский (пол. Jan Dobrogost (Bonawentura) Krasiński; 10 июня 1639 — 21 февраля 1717) — польский государственный и военный деятель, воевода плоцкий (1688—1716), королевский референдум (светский) в 1668—1688 годах, староста варшавский, ломжинский, новы-корчинский, пшаснышский, штумский, опиногурский, староста новомястский в 1710 году.

## Биография
Представитель польского шляхетского рода Красинских герба «Слеповрон». Сын Яна Казимира Красинского (1607—1669) и Урсулы Гржибовской (? — 1647). В молодости он учился в Нидерландах и Франции. В 1665 году он был назначен королевским полковником. Член Ломжинского сеймика Ломжинской земли на осеннем парламенте 1666 года.
Был членом генеральной конфедерации, созданной 5 ноября 1668 года на созыве сейма. В 1669 году он поддержал кандидатуру Михала Корибута Вишневецкого от Варшавской земли, подписал его pacta conventa. Связан с двором Яна III Собеского. Союзник, советник и друг короля. Он участвовал в освобождении Вены в 1683 году, командуя гусарской хоругвью.
Депутат от ломжинской земли на сейм (1662) и сейм (1664/1665). Он был предводителем мазовецких сеймиков (1664, 1673, 1678), членом сейма в 1668, 1673 и 1674 годах. Посол от варшавского сеймика на коронационный сейм в 1676 году, сейм 1678/1679 года, сейм 1681 года, сейм 1683 года и сейм 1685 года. Посол цехановского сеймика цехановской земли Мазовецкого воеводства на сейм 1677 года.
В качестве посла на конвокационный сейм 1674 года от Варшавской земли, он был членом генеральной конфедерации, учрежденной 15 января 1674 года на этом сейме. Он поддержал избрание на польский трон Яна III Собеского от варшавской земли в 1674 году и подписал его pacta conventa. После сорванного созыва конвокационного сейма 1696 года он присоединился к генеральной конфедерации 28 сентября 1696 года. Он поддержал избрание на польский трон саксонского курфюрста Августа II Сильного от черской земли в 1697 году. В 1683—1696 годах он был командиром гусарского знамени, в 1693—1702 годах командиром пехотного полка, хотя его роль в последний период сводилась главным образом к финансированию армии из собственной казны. Он был участником Вальной рады в Варшаве в 1710 году.
Его первой женой была Тереза Ходкевич (1645—1672), дочь конюшего великого литовского и каштеляна виленского Яна Кароля Ходкевича (1616—1660) и Софии Пац (1618—1665). У супругов был один сын:
- Станислав Бонифаций Красинский (? — 1717), каштелян плоцкий и староста опиногурский

Его второй женой была Ядвига Тереза Яблоновская (ок. 1659—1692), старшая дочь гетмана великого коронного Станислава Яна Яблоновского (1634—1702) и Марианны Казановской (1643—1687).
Покровитель искусств и основатель. По его приказу в 1682—1695 годах в Варшаве был возведен великолепный дворец Красинских. В Венгрове, унаследованном от отца, он основал монастыри Реформатов и Варфоломеев. Он расширил город и способствовал его экономическому восстановлению после разрушений Северной войны.
Похоронен в пореформатской церкви в Венгруве. Урна с его сердцем находится в соборной церкви в Венгруве.